# Palmas (Tocantins)
Palmas è una città del Brasile, capitale dello Stato del Tocantins, parte della mesoregione Oriental do Tocantins e della microregione di Porto Nacional; sorge nei pressi della riva destra (orientale) del fiume Tocantins.
È stata fondata nel 1990 appositamente per farne la capitale del nuovo Stato del Tocantins, la formazione del quale era stata decretata dall'entrata in vigore della nuova Costituzione nel 1988. Sul modello di Brasilia, Palmas è sita in posizione baricentrica rispetto al territorio statale del quale è capitale, ed è una città con un impianto urbanistico dalla geometria molto rigorosa e con ampi spazi riservati al verde pubblico.
Palmas risulta essere la capitale brasiliana con il minor numero di abitanti. L'incremento della popolazione però è costante e molto significativo in forza dei grandi investimenti fatti per dotare la città di tutte le infrastrutture, gli uffici pubblici e i servizi necessari ad una capitale.
Tra le altre grandi opere finite di realizzare recentemente, c'è l'aeroporto, ultimato nel 2002.